# Love Bites
Love Bites is een nummer van de Britse rockband Def Leppard uit 1989. Het is de zesde single van hun vierde studioalbum Hysteria.
"Love Bites" is een power ballad die gaat over een verloren liefde. Het nummer werd een hit op de Britse eilanden, Noord-Amerika, Oceanië en Nederland. In het Verenigd Koninkrijk haalde het de 11e positie. In de Nederlandse Top 40 haalde het een 25e positie.